# گل پری جون
گل‌پری جون  به کارگردانی عزیزالله بهادری و نویسندگی احمد نجیب‌زاده محصول سال ۱۳۵۲ است.

## خلاصه داستان
زن و شوهری شب را در قهوه‌خانه‌ای به صبح می‌رسانند و زن که آبستن است دوقلو می‌زاید این دوقلوها طی یک اتفاق از هم جدا می شوند و در دو جای مختلف بزرگ می شوند یکی از دخترها در روستا می ماند و یکی به شهر می‌رود آنها برای یک مدت جایشان را باهم عوض می کنند اخلاق آنها بسیار با یکدیگر متفاوت بود همین موجب تعجب اطرافیان آنها شد

## بازیگران
- رضا بیک ایمانوردی
- جمیله
- علی میری
- جهانگیر فروهر
- فرخ‌لقا هوشمند
- گیتی بهشتی
- پریسا
- رجبی
- مارگریت حکیمی
- حسین صفاریان
- محمد گیلانی
- اکبر اصفهانی
- حسین شهاب
- علی دهقان
- ملیحه نظری
- امیر فخرالدین